# Coote Manningham

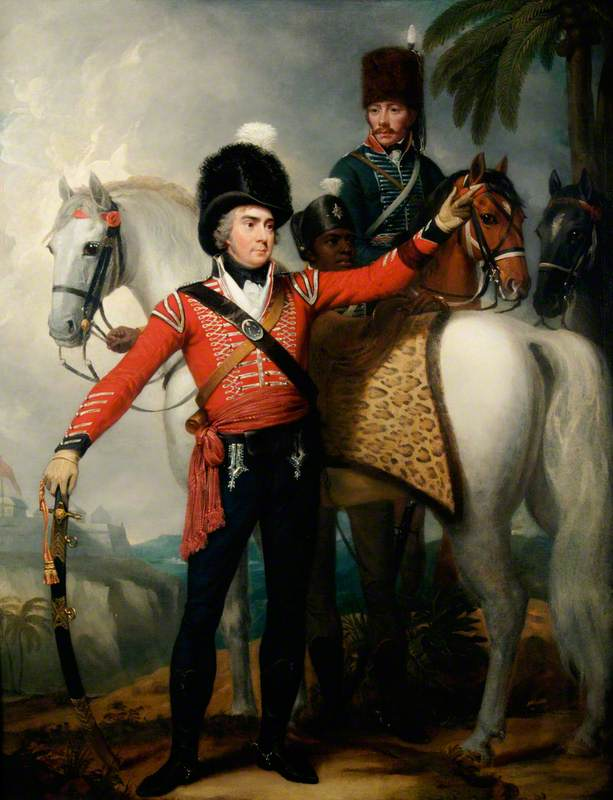
Retrato de Manningham por um artista desconhecido

Coote Manningham (1765  — 26 de agosto de 1809 (44 anos)), foi um Coronel do Exército Britânico que desempenhou um papel significativo na criação e desenvolvimento inicial do 95º de Rifles.

## Carreira
Nascido o segundo filho de Charles Manningham de Surrey, Manningham começou sua carreira como subalterno no 39.º de Infantaria servindo sob comendo de seu tio, Sir Robert Boyd, no Cerco de Gibraltar. Com a eclosão das Guerras Revolucionárias Francesas em 1793, ele foi nomeado Major do Batalhão de Infantaria Leve onde lutou no Caribe. Ele se tornou tenente-coronel do 81.º de Infantaria e depois ajudante-geral em Santo Domingo, sob o comando do Tenente-General Forbes.
No início de 1800, o Coronel Manningham e o Tenente-Coronel William Stewart propuseram, e receberam a tarefa, de usar o que aprenderam enquanto lideravam a infantaria leve para treinar o Corpo Experimental de Fuzileiros, que mais tarde se tornaria o "95º de Rifles" e depois a "Rifle Brigade". Naquele verão, o novo corpo foi treinado em exercícios desenvolvidos por Manningham e foram rapidamente implantados para fornecer cobertura de fogo para os desembarques anfíbios em Ferrol.
Manningham morreu em 26 de agosto de 1809 em Maidstone de uma doença contraída durante a Retirada da Corunha, no estágio inicial da Guerra Peninsular, na qual o 95º de Rifles deveria demonstrar o valor tático da abordagem desenvolvida por Manningham e Stewart. Uma inscrição sob um monumento em homenagem a Manningham na Abadia de Westminster transmite a estima que ele tinha por seus contemporâneos:

O distinto soldado a quem a amizade ergue este memorial inadequado, iniciou sua carreira de ação militar no cerco de Gibraltar e a concluiu com a vitória da Corunha, para a qual sua habilidade e bravura contribuíram conspicuamente. Ele foi vítima das vicissitudes do clima e da severidade da guerra e morreu em 26 de agosto de 1809, aos 44 anos. No entanto, leitor, não considere seu destino como prematuro, visto que sua taça de glória estava cheia, e ele não foi convocado até que sua virtude e patriotismo tivessem alcançado mesmo aqui uma recompensa brilhante: pois seu nome está gravado nos anais de seu país. Nele, o homem e o cristão temperaram o guerreiro, e a Inglaterra poderia orgulhosamente apresentá-lo ao mundo como o modelo de um soldado britânico.

Após sua morte, Manningham foi substituído como coronel do 95º de Rifles por Sir David Dundas.